# 孤独 (和田アキ子の曲)
「孤独」（こどく）は、1972年9月25日に発売された和田アキ子の13枚目のシングル。

## 解説
1972年の『第23回NHK紅白歌合戦』に「孤独」で出場。この年、「あの鐘を鳴らすのはあなた」で『第14回日本レコード大賞』最優秀歌唱賞を受賞したが、ベトナム戦争の反戦歌という疑いが掛けられたため、代わりにこの「孤独」が選曲された。

## 収録曲
（全作詞：橋本淳／作曲・編曲：筒美京平）
1. 孤独 [2:54]
2. 心に灯をつけて [3:16]